# Liste der Baudenkmäler in Zweifall
Die Liste der Baudenkmäler in Zweifall enthält die denkmalgeschützten Bauwerke auf dem Gebiet von Stolberg (Rheinland)-Zweifall in Nordrhein-Westfalen. Diese Baudenkmäler sind in der Denkmalliste der Stadt Stolberg (Rheinland) eingetragen; Grundlage für die Aufnahme ist das Denkmalschutzgesetz Nordrhein-Westfalen (DSchG NRW).

| Bild                                           | Bezeichnung                                    | Lage                                               | Beschreibung | Bauzeit                                                     | Eingetragen seit | Denkmal- nummer   |
| ---------------------------------------------- | ---------------------------------------------- | -------------------------------------------------- | --- | ----------------------------------------------------------- | ---------------- | ----------------- |
| weitere Bilder                                 | evangelische Kirche Zweifall                   | Zweifall Apfelhofstr. Karte                        | → Hauptartikel : Evangelische Kirche Zweifall | 1683                                                        | 23.09.1987       | 497/17/01/6/555   |
| evangelischer Friedhof Zweifall                | evangelischer Friedhof Zweifall                | Zweifall Apfelhofstr. Karte                        | Mit Bruchsteinen ummauerter Kirchhof mit den Gräbern einiger Reitmeister sowie anderen älteren Grabsteinen, die längs der Mauer aufgestellt wurden. Der Friedhof ist deutlich älter, als die Ummauerung.                                                                     | 1706 (Friedhofsmauer)                                       | 23.09.1987       | 498/17/01/-/556   |
| ehemals Zweifaller Schule, Gemeinderäume       | ehemals Zweifaller Schule, Gemeinderäume       | Zweifall Apfelhofstr. 2 Karte                      | Das Gebäude war die evangelische Schule Zweifalls, ein älteres Schulgebäude aus dem 17. Jahrhundert, das sich an derselben Stelle befunden hatte, war dafür abgerissen worden. Der Schulbetrieb fand bis zur Beendigung des getrennt konfessionellen Unterrichts 1964 statt. | 1871                                                        | 25.03.1988       | 507/17/01/2/554   |
| Konferenzräume der Kirchengemeinde             | Konferenzräume der Kirchengemeinde             | Zweifall Apfelhofstr. 4 Karte                      | Gebäude unmittelbar neben der evangelischen Kirche, älter als die Kirche selber, war zunächst ein Reidemeisterhaus. Wurde nach der Errichtung der Kirche als Pfarrhaus genutzt. Beherbergt heute Räumlichkeiten der Gemeinde.                                                | um 1650                                                     | 25.03.1988       | 509/17/01/4/584   |
| Wohnhaus                                       | Wohnhaus                                       | Zweifall Auf dem Werk 9 Karte                      | Linkes Haus eines geschlossenen Gebäudeensembles, das die Häuser Auf dem Werk Nr. 9 bis 13 umfasst. |                                                             | 11.04.1990       | 593/17/02/9/601   |
| Wohnhaus eines Bauerngehöfts                   | Wohnhaus eines Bauerngehöfts                   | Zweifall Auf dem Werk 11 Karte                     | Mutmaßlich ältestes, erhaltenes Gebäude in Zweifall. Mittleres Haus eines geschlossenen Gebäudeensembles, das die Häuser Auf dem Werk Nr. 9 bis 13 umfasst. | 1571                                                        | 20.03.1990       | 587/17/02/11/838  |
| Wohnhaus                                       | Wohnhaus                                       | Zweifall Auf dem Werk 13 Karte                     | Rechtes Haus eines geschlossenen Gebäudeensembles, das die Häuser Auf dem Werk Nr. 9 bis 13 umfasst. |                                                             | 20.03.1990       | 591/17/02/13/648  |
| Wohnhaus                                       | Wohnhaus                                       | Zweifall Döllscheidter Str. 6 Karte                | |                                                             | 21.11.1988       | 547/17/03/6/594   |
| Wohnhaus                                       | Wohnhaus                                       | Zweifall Döllscheidter Str. 7 Karte                | Ehemaliges Reidemeisterhaus | 1692                                                        | 25.04.1989       | 561/17/03/7/635   |
| Wohnhaus                                       | Wohnhaus                                       | Zweifall Döllscheidter Str. 8 Karte                | Ehemalige Weberei, bildete früher zusammen mit Haus-Nr. 10 eine gemeinsame Hofanlage. | 1743                                                        | 21.11.1988       | 548/17/03/8/597   |
| Wohnhaus                                       | Wohnhaus                                       | Zweifall Döllscheidter Str. 9 Karte                | |                                                             | 31.10.1990       | 600/17/03/9/637   |
| Wohnhaus                                       | Wohnhaus                                       | Zweifall Döllscheidter Str. 13 Karte               | Ehemaliges Reidemeisterhaus | vor 1650                                                    | 24.02.1984       | 137/17/03/13/226  |
| Winkelhofanlage, Wohnhaus                      | Winkelhofanlage, Wohnhaus                      | Zweifall Döllscheidter Str. 17 Karte               | |                                                             | 21.11.1988       | 549/17/03/17/589  |
| Priestergrabstätte                             | Priestergrabstätte                             | Zweifall Frackersberg Karte                        | |                                                             | 11.12.1989       | 580/570           |
| nur Fassade                                    | nur Fassade                                    | Zweifall Frackersberg 1 Karte                      | Bruchsteinfront eines heute als Hotel genutzten Gebäudes, datiert lt. Wappenstein im Türsturz mit der Inschrift „B. Bengel“ und „A. H. Dujardin“. | 1863                                                        | 03.07.1990       | 596/17/04/1/840   |
| Pfarrhaus, Wohnhaus                            | Pfarrhaus, Wohnhaus                            | Zweifall Hellebendstr. 2 Karte                     | Pfarrhaus der katholischen Kirche |                                                             | 20.03.1990       | 592/17/16/2/726   |
| katholische Pfarrkirche „St. Rochus“, Zweifall | katholische Pfarrkirche „St. Rochus“, Zweifall | Zweifall Jägerhausstr. Karte                       | → Hauptartikel : St. Rochus (Zweifall) | 1521 (inzwischen abgerissen), Neubau 1850, Erweiterung 1964 | 07.12.1984       | 190/17/07/-/293   |
| Missionskreuz                                  | Missionskreuz                                  | Zweifall Jägerhausstr. Karte                       | Inschrift: „Crux missionis 1750 – 1866 – 1899 – 1920 – 1949 – 1958“ |                                                             | 16.05.1988       | 521/17/07/581     |
| Wohn-Geschäftshaus                             | Wohn-Geschäftshaus                             | Zweifall Jägerhausstr. 12 Karte                    | Ehemalige Mühle 1632, örtlich „De Mölle“ genannt. | 1632                                                        | 22.07.1988       | 534/17/07/12/604  |
| Wohnhaus (linker Teil)                         | Wohnhaus (linker Teil)                         | Zweifall Jägerhausstr. 13 Karte                    | |                                                             | 03.07.1990       | 595/17/07/13/839  |
| Hofanlage und Wohnhaus                         | Hofanlage und Wohnhaus                         | Zweifall Jägerhausstr. 14 Karte                    | 1933 bis 1944 sog. „Braunes Haus“ (Verwaltungsgebäude der NSDAP), 1944 Stabsquartier der 4. US-Infanteriedivision. | 1882                                                        | 25.07.1983       | 37/17/07/14/95    |
| Hofanlage und Wohnhaus (rechter Teil)          | Hofanlage und Wohnhaus (rechter Teil)          | Zweifall Jägerhausstr. 15 Karte                    | |                                                             | 20.03.1990       | 588/17/07/15/841  |
| Wohn-Geschäftshaus                             | Wohn-Geschäftshaus                             | Zweifall Jägerhausstr. 21 Karte                    | | 1817                                                        | 15.11.1982       | 11/17/07/21/93    |
| Gaststätte und Wohnhaus                        | Gaststätte und Wohnhaus                        | Zweifall Jägerhausstr. 23 Karte                    | „Gasthof zur Post“ |                                                             | 22.07.1988       | 535/17/07/23/605  |
| Bruchstein-Wohn-Stall-Gehöft, Wohnhaus         | Bruchstein-Wohn-Stall-Gehöft, Wohnhaus         | Zweifall Jägerhausstr. 25 Karte                    | |                                                             | 12.07.1989       | 566/17/07/25/606  |
| Wohnhaus                                       | Wohnhaus                                       | Zweifall Jägerhausstr. 32 Karte                    | |                                                             | 21.11.1988       | 552/17/07/32/607  |
| Wohnhaus                                       | Wohnhaus                                       | Zweifall Jägerhausstr. 40 Karte                    | |                                                             | 31.10.1990       | 601/17/07/40/682  |
| Wohn-Geschäftshaus                             | Wohn-Geschäftshaus                             | Zweifall Jägerhausstr. 45 Karte                    | |                                                             | 20.06.1983       | 24/17/07/45/90    |
| Bruchstein-Hofanlage, Wohnhaus                 | Bruchstein-Hofanlage, Wohnhaus                 | Zweifall Jägerhausstr. 48 Karte                    | |                                                             | 20.03.1990       | 589/17/078/48/843 |
| Eingangsportal                                 | Eingangsportal                                 | Zweifall Jägerhausstr. 49 Karte                    | |                                                             | 03.07.1990       | 597/17/07/49/844  |
| Wohn-Geschäftshaus                             | Wohn-Geschäftshaus                             | Zweifall Jägerhausstr. 51 Karte                    | | 1883                                                        | 25.04.1989       | 558/17/07/51/603  |
| Wohnhaus                                       | Wohnhaus                                       | Zweifall Jägerhausstr. 53 Karte                    | |                                                             | 25.04.1989       | 559/17/07/53/608  |
| Wohnhaus und Gaststätte                        | Wohnhaus und Gaststätte                        | Zweifall Jägerhausstr. 57 Karte                    | |                                                             | 21.11.1988       | 553/17/07/57/609  |
| Wohnhaus                                       | Wohnhaus                                       | Zweifall Jägerhausstr. 59 Karte                    | | 1876                                                        | 21.11.1988       | 551/17/078/59/600 |
| Wohnhaus                                       | Wohnhaus                                       | Zweifall Jägerhausstr. 63 Karte                    | |                                                             | 21.11.1988       | 554/17/07/63/610  |
| Wohnhaus                                       | Wohnhaus                                       | Zweifall Jägerhausstr. 64 Karte                    | | 1881                                                        | 20.03.1990       | 590/17/07/64/845  |
| altes Forsthaus, Wohnhaus                      | altes Forsthaus, Wohnhaus                      | Zweifall Jägerhausstr. 133 Karte                   | |                                                             | 06.07.1987       | 481/17/07/133/479 |
| Forsthaus Zweifall, Wohnhaus                   | Forsthaus Zweifall, Wohnhaus                   | Zweifall Jägerhausstr. 148 Karte                   | |                                                             | 22.05.2006       | 699/17/07/148     |
| Bruchstein-Hofanlage, Wohnhaus                 | Bruchstein-Hofanlage, Wohnhaus                 | Zweifall Kahlenbergstr. 2 Karte                    | |                                                             | 20.03.1990       | 584/17/09/2/730   |
| Hofanlage und Wohnhaus                         | Hofanlage und Wohnhaus                         | Zweifall Kahlenbergstr. 6 Karte                    | |                                                             | 21.11.1988       | 544/17/09/6/583   |
| Wegekreuz                                      | Wegekreuz                                      | Zweifall Klosterstr. Karte                         | Inschrift: „Bereite dich vor. Du weißt nicht wann und wo“ |                                                             |                  | 684               |
| Wohnhaus                                       | Wohnhaus                                       | Zweifall Kornbendstr. 2 (linker Hausteil) Karte    | Teil eines alten Reidemeisterhauses |                                                             | 22.07.1988       | 529/17/11/2/585   |
| Wohnhaus                                       | Wohnhaus                                       | Zweifall Kornbendstr. 4 (Mittlerer Hausteil) Karte | Teil eines alten Reidemeisterhauses |                                                             | 22.07.1988       | 530/17/11/4/586   |
| Wohnhaus                                       | Wohnhaus                                       | Zweifall Kornbendstr. 6 (rechter Hausteil) Karte   | Teil eines alten Reidemeisterhauses | 1697                                                        | 22.07.1988       | 531/17/11/6/587   |
| Wohnhaus                                       | Wohnhaus                                       | Zweifall Schartstr. 2 Karte                        | |                                                             | 16.05.1988       | 522/17/13/2/582   |
| Wohnhaus                                       | Wohnhaus                                       | Zweifall Tannenbergstr. 4 Karte                    | |                                                             | 26.05.1992       | 635/17/14/4/732   |
| Wohnhaus                                       | Wohnhaus                                       | Zweifall Tannenbergstr. 5 Karte                    | |                                                             | 20.03.1990       | 586/17/14/5/837   |
| Wohnhaus                                       | Wohnhaus                                       | Zweifall Werkstr. 1 Karte                          | |                                                             | 20.03.1990       | 583/17/15/1/729   |
| Wohnhaus                                       | Wohnhaus                                       | Zweifall Werkstr. 2 Karte                          | |                                                             | 25.04.1989       | 557/17/15/2/588   |
| Wohn-Stall-Gehöft, Wohnhaus                    | Wohn-Stall-Gehöft, Wohnhaus                    | Zweifall Werkstr. 3 Karte                          | |                                                             | 21.11.1988       | 545/17/15/3/589   |
| Bruchstein-Wohn-Stall-Gehöft, Wohnhaus         | Bruchstein-Wohn-Stall-Gehöft, Wohnhaus         | Zweifall Werkstr. 5 Karte                          | |                                                             | 21.11.1988       | 546/17/15/5/590   |
| Wohnhaus                                       | Wohnhaus                                       | Zweifall Werkstr. 11 Karte                         | |                                                             | 22.07.1988       | 532/17/15/11/591  |
| Wohnhaus                                       | Wohnhaus                                       | Zweifall Werkstr. 16 Karte                         | |                                                             | 22.07.1988       | 533/17/15/16/592  |